# Туробин (гміна)
Гміна Туробин (пол. Gmina Turobin) — місько-сільська гміна у східній Польщі. Належить до Білгорайського повіту Люблінського воєводства.
Станом на 31 грудня 2011 у гміні проживало 6611 осіб.

## Площа
Згідно з даними за 2007 рік площа гміни становила 162.02 км², у тому числі:
- орні землі: 76.00%
- ліси: 19.00%

Таким чином, площа гміни становить 9.66% площі повіту.

## Населення
Станом на 31 грудня 2011:
| Опис     | Загалом | Загалом | Чоловіки | Чоловіки | Жінки | Жінки |
| -------- | ------- | ------- | -------- | -------- | ----- | ----- |
| одиниця  | осіб    | %       | осіб     | %        | осіб  | %     |
| все      | 6611    | 100     | 3160     | 47.80    | 3451  | 52.20 |
| міське   | 0       | 100     | 0        |          | 0     |       |
| сільське | 6611    | 100     | 3160     | 47.80    | 3451  | 52.20 |

## Сусідні гміни
Гміна Туробин межує з такими гмінами: Хжанув, Горай, Радечниця, Рудник, Сулув, Високе, Закшев, Жулкевка.